# ダルド語群
- インド・ヨーロッパ語族 > インド・イラン語派 > インド語派 > ダルド語群

ダルド語群は、インド・アーリア語派に属する言語の一群である。インド・パキスタン北部を中心として用いられている。
グリアソンは、インド言語調査において、ダルド語群をヌーリスターン語派（カーフィル語派）とひとまとめにして、インド・イラン語派に属する独立の語群とした。その後両者を分け、ダルド語群に関してはインド語派に属することが明らかになった。
しかし、ダルド語群は単一の系統をなすというよりは、言語接触によって類似したという側面が大きく、木構造的な言語分類のひとつの祖先から発達したものとはみなせない。
ダルド語群に属する言語は山間部で話され、話者人口の少ないものが多いが、カシミール語は比較的よく知られている。
ダルド語群に広く見られる音声的特徴には、以下のようなものがある。
- 古代インド・アーリア語の歯擦音の区別 ś ṣ s を保存している
- 子音結合が比較的多い
- 有声帯気音が存在しない言語が多い（この特徴はパンジャーブ語にも見られる）。無声帯気音もない言語がある。
- そり舌の破擦音が発達している

## 下位分類
ダルド語派は５つのグループに分類されている。
- クナール諸語（クナール）
  - パシャイー語（英語版）
    - 北東パシャイー語
    - 北西パシャイー語
    - 南東パシャイー語
    - 南西パシャイー語

  - ダメーリー語
  - en:Gawar-Bati language
  - Zemiaki
  - シュマシュティー語
  - en:Nangalami language
    - Grangali
- チトラル諸語（チトラル）
  - コワール語
  - カラーシャ語
- コーヒスターン諸語（en:Kohistan District, Pakistan、en:Kohistan District, Badakhshan、en:Kohistan District, Kapisa）
  - カラーム語
  - トールワーリー語（英語版）
  - en:Kalkoti language
  - インダス・コヒスタン語（Miuya/Indus Kohistani）
  - en:Bateri language
  - en:Chilisso language
  - en:Gowro language
  - en:Wotapuri-Katarqalai language
  - ティラーヒー語（英語版）
- シナー諸語（ギルギット・バルティスタン）
  - ギルギット・シナー語
  - Gilityaa
  - Kharochya
  - アストル・シナー語
  - Dashkinii
  - Chilasii
  - Shinakii
  - Gulapoorii
  - Brokstat（バローチスタン、ラダック）
  - ドマーキー語
  - コーヒスターン・シナー語（英: Kohistani Shina）
  - パルーラ語
  - Savi
  - en:Ushojo
- カシミール諸語（カシミール）
  - キシュタワル語（英: Kashtawari, 標準語）
  - ポグル語（英: Poguli）
  - Rambani